# UNIDROIT
Institutul Internațional pentru Unificarea Dreptului Privat, cunoscut în mod obișnuit sub numele UNIDROIT este o organizație interguvernamentală independentă al cărei scop este studiul căilor de armonizare și coordonare a dreptului privat al statelor i grupurilor de state și pregătirea progresivă pentru adoptarea de către diferiții săi membri a unor reguli uniforme de drept privat. UNIDROIT are 59 de membri, incluzând toate statele membre ale Uniunii Europene. Activitatea organizației UNIDROIT constă în principal în elaborarea de modele de lege și uneori de convenții.